# Julija Abramčuková
Julija Abramčuková (rusky: Юлия Абрамчук, * 21. října 1982 Leningrad) je ruská reprezentantka ve sportovním lezení, mistryně světa v boulderingu, Mistryně Ruska.

## Výkony a ocenění
- 2006,2007: nominace na prestižní mezinárodní závody Rock Master v italském Arcu
- 2009: vítězka Melloblocca (dělené 1-6 místo)
- 2009: mistryně světa

### Závodní výsledky
| Arco Rock Master | Arco Rock Master | Arco Rock Master |
| Rok              | 2006             | 2007             |
| ---------------- | ---------------- | ---------------- |
| Bouldering       | 4                | 2                |

| Melloblocco | Melloblocco |
| Rok         | 2009        |
| ----------- | ----------- |
| Bouldering  | 1-6         |

| Mistrovství světa | Mistrovství světa | Mistrovství světa | Mistrovství světa | Mistrovství světa | Mistrovství světa | Mistrovství světa | Mistrovství světa |
| Rok               | 2001              | 2003              | 2005              | 2007              | 2009              | 2012              | 2014              |
| ----------------- | ----------------- | ----------------- | ----------------- | ----------------- | ----------------- | ----------------- | ----------------- |
| Bouldering        | 15                | 10                | 2                 | 4                 | 1                 | 31                | 12                |

| Světový pohár | Světový pohár | Světový pohár | Světový pohár | Světový pohár | Světový pohár | Světový pohár | Světový pohár | Světový pohár | Světový pohár | Světový pohár | Světový pohár | Světový pohár | Světový pohár        |
| Rok           | 1999          | 2001          | 2002          | 2003          | 2004          | 2005          | 2006          | 2007          | 2008          | 2009          | 2010          | 2012          | 2014                 |
| ------------- | ------------- | ------------- | ------------- | ------------- | ------------- | ------------- | ------------- | ------------- | ------------- | ------------- | ------------- | ------------- | -------------------- |
| Obtížnost     |               |               |               |               |               |               |               |               |               |               |               |               |                      |
| jednotlivě*   |               |               |               |               |               |               |               |               |               |               |               |               |                      |
|               |               |               |               |               |               |               |               |               |               |               |               |               |                      |
| Bouldering    |               |               |               |               | 3             | 3             |               |               | 3             |               |               |               | 22-23                |
| jednotlivě*   |               |               |               |               |               |               |               |               |               |               |               |               | -,-,-,-,19-20,13,-,9 |

* poznámka: nalevo jsou poslední závody v roce
| Mistrovství Evropy | Mistrovství Evropy | Mistrovství Evropy | Mistrovství Evropy | Mistrovství Evropy | Mistrovství Evropy | Mistrovství Evropy |
| Rok                | 2002               | 2004               | 2007               | 2008               | 2010               | 2015               |
| ------------------ | ------------------ | ------------------ | ------------------ | ------------------ | ------------------ | ------------------ |
| Obtížnost          | 25-27              | 21                 | jen bouldering     | —                  | —                  | —                  |
| Bouldering         | 12                 | 4                  | 11                 | 11                 | 14                 | 19                 |

| Mistrovství světa juniorů | Mistrovství světa juniorů | Mistrovství světa juniorů | Mistrovství světa juniorů | Mistrovství světa juniorů | Mistrovství světa juniorů |
| Rok                       | 1997 kat B                | 1998 kat A                | 1999 kat A                | 2000 juniorky             | 2001 juniorky             |
| ------------------------- | ------------------------- | ------------------------- | ------------------------- | ------------------------- | ------------------------- |
| Obtížnost                 | 19                        | 3                         | 6                         | 11                        | 5                         |
| Rychlost                  |                           |                           |                           |                           | 9                         |

| Evropský pohár juniorů | Evropský pohár juniorů | Evropský pohár juniorů | Evropský pohár juniorů | Evropský pohár juniorů |
| Rok                    | 1996 kat B             | 1997 kat B             | 1998 kat A             | 2001 juniorky          |
| ---------------------- | ---------------------- | ---------------------- | ---------------------- | ---------------------- |
| Obtížnost              |                        |                        |                        |                        |
| jednotlivě*            |                        |                        |                        |                        |

* poznámka: nalevo jsou poslední závody v roce